# Pablo Monguió
Pablo Monguió (* 10. Juli 1865 in Tarragona; † 21. Januar 1956 in Barcelona) war ein katalanischer Architekt, der viele Bauwerke im Stil des Modernisme in seiner Heimatregion Katalonien schuf. 

## Leben

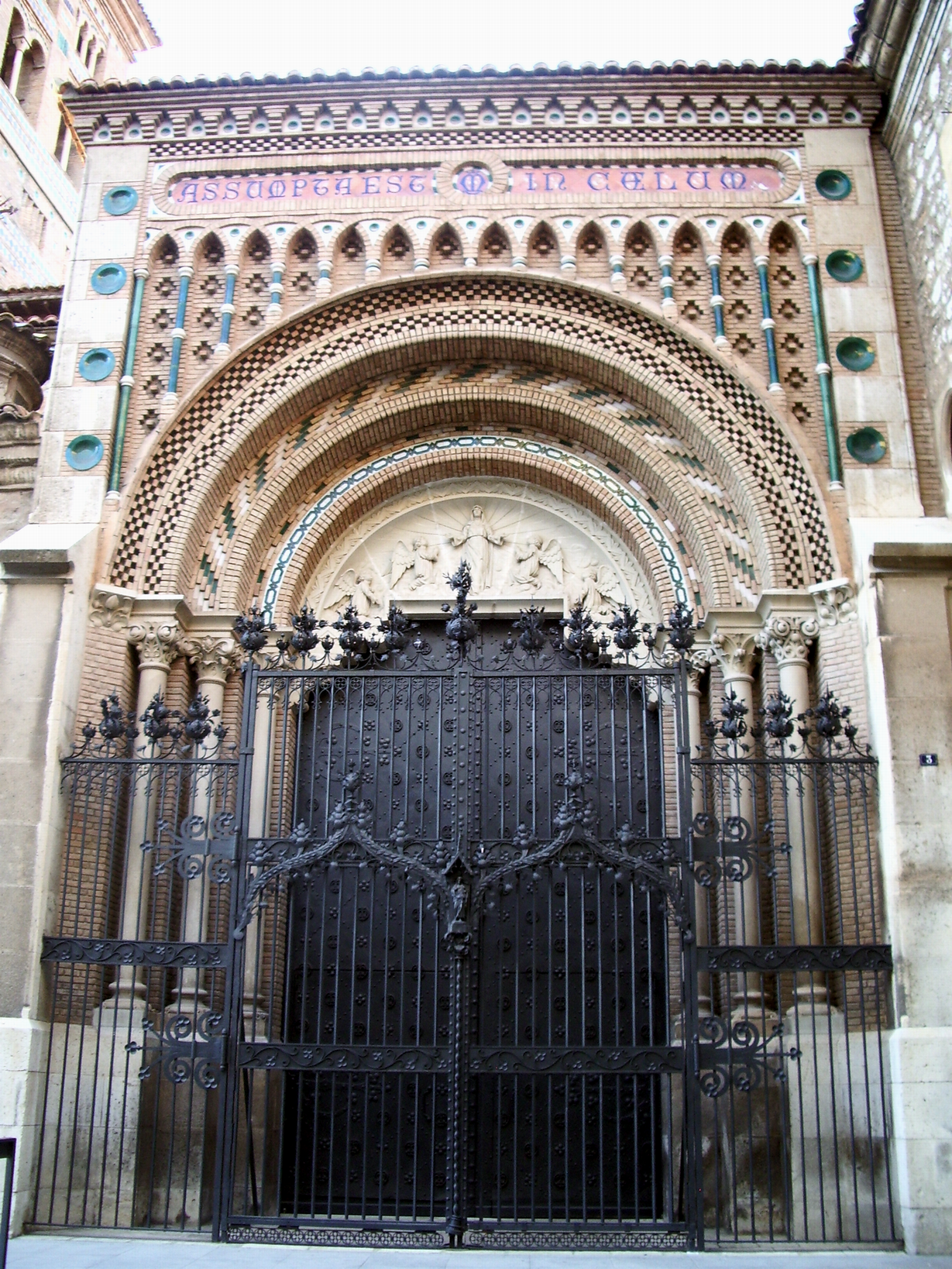
Portal der Kathedrale von Teruel, im Neomudéjarstil

Pablo Monguió, der an der Hochschule für Architektur in Barcelona studierte, wurde im Jahr 1898 der erste Stadtbaumeister von Tarragona. Die gleiche Funktion füllte er danach in Teruel und ab 1902 in Tortosa aus. Im Jahr 1908 wurde er Architekt für die Provinz Teruel und 1911 bis 1918 nochmals Stadtbaumeister der Stadt Teruel. 

## Werke (Auswahl)
- 1904: Casa Manel Camós in Tortosa
- 1904: Casa Ramon Sechí in Tortosa
- 1906 bis 1908: Schlachthof von Tortosa (Escorxador de Tortosa)[1]
- 1909/10: Portal der Kathedrale von Teruel, im  Neomudéjarstil
- 1910: Casa Ferrán in Teruel
- 1912: Casa de Tejidos El Torico in Teruel
- 1912: Casa La Madrileña in Teruel